# Irene Affolati
Irene Affolati (Valdagno, 3 mei 2002) is een Italiaans wielrenster.

## Carrière
Als tweedejaars juniore, in 2020, werd Affolati vijftiende in het door Matilde Bertolini gewonnen nationale kampioenschap tijdrijden.
In 2021 maakte Affolati de overstap naar Team Mendelspeck, dat een jaar later een continentale licentie aanvroeg. Een jaar later vertrok ze naar Aromitalia-Basso Bikes-Vaiano. Namens die ploeg maakte ze in 2023 haar debuut in de Ronde van Italië, waar ze op plek 120 in het algemeen klassement eindigde. In 2025 nam ze deel aan onder meer de Amstel Gold Race en de Ronde van Zwitserland. In de Giro gaf ze in de zevende etappe op.

## Resultaten in voornaamste wedstrijden
| Jaar | Ronde van Italië | Ronde van Frankrijk | Ronde van Spanje |
| ---- | ---------------- | ------------------- | ---------------- |
| 2023 | 120e             |                     |                  |
| 2024 |                  |                     |                  |
| 2025 | opgave           |                     |                  |

| Jaar | Amstel Gold Race |
| ---- | ---------------- |
| 2023 |                  |
| 2024 |                  |
| 2025 | 100e             |

## Ploegen
- 2022 –  Team Mendelspeck
- 2023 –  Aromitalia-Basso Bikes-Vaiano
- 2024 –  Aromitalia 3T Vaiano
- 2025 –  Aromitalia 3T Vaiano